# دان کیوپت
دان کاپت (۲۲ مهٔ ۱۹۳۴ – ۱۸ ژانویهٔ ۲۰۲۵) فیلسوف، الهی‌دان و کشیش سابق کلیسای انگلیکن و استاد دانشگاه کمبریج بود. او به خاطر دیدگاه‌هایش دربارهٔ ناواقع‌گرایی، الهی‌دانی رادیکال و یک ندانم‌انگار معنویت‌گرا شمرده می‌شد.

## زندگی
او در ۱۹۳۴ در لنکشایر انگلستان به دنیا آمد. در دههٔ ۵۰ در چارترهاوس، ترینیتی‌هالِ کیمبریج و نیز وستکات‌هاوس کیمبریج به ترتیب علوم طبیعی، الاهیات و فلسفهٔ دین خواند. در سال ۱۹۵۹ در کلیسای انگلیس به کسوت شماسی (نایب کشیشی) درآمد و در سال ۱۹۶۰ کشیش شد. مدتی به وظایف مذهبیش در شمال انگلستان مشغول بود. بعد به او بورس تحصیلی دادند و در ۱۹۶۵ رئیس کالج امانوئل در کمبریج شد که تا کنون در این کالج باقی است. از ۱۹۶۸ تا ۱۹۹۶ که به دلایل پزشکی بازنشسته شد، فلسفهٔ دین درس داده‌است.
او در ۱۹۷۳ یک مجموعهٔ تلویزیونی در بی‌بی‌سی ساخت با نام آماده برای شنیدن سؤال، در سال ۱۹۷۷ مجموعهٔ دومش را با نام عیسا که بود ساخت و در سال ۱۹۸۴ مجموعهٔ سوم با نام دریای ایمان نامش را در بریتانیا بر سر زبان‌ها انداخت.

## شخصیت اجتماعی
با این که او اکنون قاعدتاً یک کشیش محسوب می‌شود، اما بیش‌تر با عنوان نویسنده، چهرهٔ رسانه‌ای، و عمومی‌کنندهٔ ایده‌های ابتکاری در الاهیات می‌شناسندش. او چهل کتاب نوشته‌است که بعضی از آن‌ها به زبان‌های آلمانی، پرتقالی، چینی، دانمارکی، فارسی، کره‌ای، لهستانی و هلندی ترجمه شده‌اند. کیوپت در بیش از سی کتابِ چندنویسنده‌ای نیز فصلی نوشته‌است.
مجموعهٔ دریای ایمان او هـَل‌مِن‌مُبارزی بود در برابر باورهای مسیحیت ارتدکس. در پی پخش این مجموعه به او حمله کردند و گفتند او باید مقام کلیساییش را رها کند چون به عقاید کلیسایی پایبند نیست. او در پس این حمله‌ها سال‌های سختی را گذراند تا بتواند جایگاهش را دوباره به دست بیاورد.
او اکنون چهره‌ای کلیدی در شبکهٔ دریای ایمان است؛ شبکه‌ای از «جویندگان» معنا که بر دل‌مشغولی‌های کیوپت متمرکز است و در کشورهای استرالیا، بریتانیا و نیوزلند گسترده‌است. یکی دو مؤسسه هم در ایالات متحد آمریکا و کانادا ایده‌های او را دنبال می‌کنند.

## دیدگاه
کیوپت گاه در نوشته‌هایش خود را یک مسیحی ناواقع‌گرا می‌نامد. این یعنی او مَنِشی یقیناً معنوی را دنبال می‌کند و می‌کوشد با معیارهای اخلاقی‌ای زندگی کند که به‌طور سنتی با مسیحیت پیوند خورده‌اند، بی این که به وجود قطعی و خارجی بنیان‌های مابعدالطبیعی (مانند «خدا» و «مسیح») باور داشته باشد.
دانستن این که فیلسوف‌های مورد علاقهٔ کیوپت در طول زندگیش چه کسانی بوده‌اند به درک تحولات فکری و چگونگی شکل گرفتن ایده‌های او کمک می‌کند. در ابتدا او دل‌بستهٔ هیوم و کانت بوده‌است. بعد به ترتیب کیرکگارد، نیچه، رورتی، ام سی تیلور، دریدا، پست‌مدرن‌های فرانسوی و در نهایت هایدگر فیلسوف‌های مورد علاقه‌اش بوده‌اند.
ایدهٔ محوری او این است که چون نمی‌توان دلایل وجودشناختی کافی بر وجود خدا، ملکوت و غیب ارائه کرد، نمی‌توان کسی را ملزم به باور به چنین خدایی کرد. در نگاه او، تنها، ایدهٔ خدا به عنوان مجموع ایده‌آل‌های خیر و سلامت است که قابل دفاع است و در واقع ایمان به خدا را از حیطهٔ بحث وجودشناختی به حیطهٔ بحثی اصالت عملی می‌کشاند. برای پرستیدن خدا در دیدگاه کیوپت کافی است بدانیم پرستش خدا چه منافع شخصی و اجتماعی‌ای برای ما دارد. گاه او دیدگاهش را با جمله‌های خشنی بیان کرده مانند این که «هر چه هست، همین است که هست.» در نگاه او دین حقیقی مبتنی بر دو اصل خوشی در حیات و تلاش مجدانه برای افزودن ارزش‌ها به زیست‌جهان انسان است.